# Эр-Растан (район)
Эр-Растан (араб.  الرستن‎) — район (минтака) в составе мухафазы Хомс, Сирия. Административным центром является город Эр-Растан.

## География
Район расположен в северной части мухафазы Хомс. На востоке и севере граничит с мухафазой Хама, на юге с районом Хомс, а на западе с районом Талду.

## Административное деление
Район разделён на 2 нахии.
| Нахия      | Административный центр | Население (2004 г.), чел. | Карта |
| ---------- | ---------------------- | ------------------------- | ----- |
| Эр-Растан  | Эр-Растан              | 64 271                    |       |
| Телль-Биса | Телль-Биса             | 63 784                    |       |